# Bildungsgutschein
Der Bildungsgutschein ist ein Dokument, in dem der Staat ganz oder teilweise die Übernahme von Kosten für Schule, Studium (Bildung) oder Betreuung garantiert. Studienkonten waren eine besondere Form von Bildungsgutscheinen.

## Das klassische Gutscheinmodell von Milton Friedman
Milton Friedman plädierte erstmals 1955 für eine alternative Bildungsfinanzierung durch die Einführung von Bildungsgutscheinen. Der Bildungsgutschein weist folgende Merkmale auf:
Das Steuergeld fließt den Bildungsträgern nicht mehr unmittelbar zu, sondern auf dem Umweg über die Schüler oder Auszubildenden (in einem allgemeinen Sinne). Dem Auszubildenden oder seinen Erziehungsberechtigten wird ein Gutschein ausgehändigt, mit dem er sich bei einem Bildungsträger bewerben und dessen Leistungen bezahlen kann. Der Bildungsgutschein ist auf den Namen des Auszubildenden ausgestellt und nicht übertragbar. Der Auszubildende gibt den Bildungsgutschein einer frei wählbaren und staatlich anerkannten Bildungseinrichtung. Diese löst den Gutschein bei der Staatskasse gegen Geld ein, mit dem sie ihre Personal-, Raum- und sonstigen Sachkosten im Rahmen eines selbst verwalteten Haushalts bezahlen kann. Alle Auszubildenden erhalten einen staatlich festgelegten Grundwert, der unabhängig vom elterlichen Einkommen ist; dieses Finanzierungsverfahren tritt an die Stelle der Unentgeltlichkeit staatlicher Bildungseinrichtungen und der staatlichen Direktsubventionen an private Bildungseinrichtungen.

## Herstellung von Chancengleichheit und pädagogischem Wettbewerb
Der Bildungsgutschein stellt nach Ansicht seiner Befürworter einen effektiveren ökonomischen Beitrag des Staates zur Verwirklichung des Bürgerrechts auf Bildung dar. Der Staat finanziert nicht mehr die Schule (Objektförderung), sondern den Schüler (Subjektförderung). Die Einnahmen der Schulen bzw. anderer Bildungseinrichtungen sind aufgrund der Wahlfreiheit von Schülern bzw. Eltern davon abhängig, Schüler aufzunehmen und an sich zu binden. Dem Ruf einer Schule kommt im Wettbewerb um fähige Schüler und um kompetente Lehrkräfte eine wesentliche Bedeutung zu. Ein funktionierender Wettbewerb unter Bildungseinrichtungen erfordert Transparenz im Hinblick auf Qualität und Kosten, ein ausreichendes Alternativangebot und ein ausreichendes Maß an pädagogischer Freiheit in Bezug auf Bildungsziele und Bildungsmethoden. Schulen müssen sich verstärkt um ein überzeugendes pädagogisches Konzept, um einen pädagogischen Konsens aller an ihr Beteiligten, um eine wirksame praktische Umsetzung ihres Konzepts und um wirksames Marketing und Medienpräsenz bemühen.
Ob eine stärkere Privatisierung der Schulbildung, die durch einen allgemeinen Einsatz von Bildungsgutscheinen im Bereich der Schulbildung stattfinden könnte, sinnvoll wäre, ist gesellschaftlich umstritten. Befürworter eines Systems, das auf Schulbildungsgutscheinen aufbauen würde, sehen in einem solchen System einen Anreiz für Schulen, effizienter zu arbeiten. Gegner eines solchen Systems sehen darin einen Auslöser für eine stärkere soziale Segregation.
Das Erfordernis, jedem schulpflichtigen Kind und Jugendlichen einen Platz zur Verfügung zu stellen, und das öffentliche Interesse an Bildung, stehen mit einem völlig freien Markt zu einem gewissen Grad im Widerspruch. Studien zufolge führt eine freie Schulwahl zu einer Präferenz für solche Schulen, deren Schülerschaften einen höheren sozioökonomischen Status aufweisen, und bei uneingeschränkter Wahlfreiheit ergibt sich daraus eine Hierarchie der Schulen. Darüber hinaus bestehen für Schulen in einem freien Wettbewerb starke Anreize, nur leistungsfähige Schüler aufzunehmen. Eine Schülerselektion ist für eine Schule unter Umständen ökonomisch attraktiver als ein Anwachsen der Schülerzahl, so dass auch erfolgreiche Schulen wenig Anreiz haben zu expandieren. Zugleich ist eine Schließung erfolgloser Bildungseinrichtungen, wie sie nach Marktprinzipien erforderlich wäre, im Falle drohender Versorgungsengpässe aufgrund der Schulpflicht gegebenenfalls nur schwer möglich.
Um welchen Wert von Schulbildungsgutscheinen es im Falle ihres allgemeinen Einsatzes in der schulischen Bildung in Deutschland gehen könnte, zeigen die Kostenermittlungen, die die baden-württembergische Landesregierung ihrem Landtag alle drei Jahre vorlegen muss. Danach kostete an öffentlichen Schulen ein Grundschüler die Kommunen (im Jahre 2004) und das Land (2005) zusammen 3.362 €, ein Hauptschüler 5.236 €, ein Realschüler 4.105 € und ein Gymnasiast 5.132 €.
Kinder und Jugendliche haben bis zur Vollendung des 18. Lebensjahres gemäß § 28 Absatz 7 SGB II einen Anspruch auf monatlich 10 Euro, um am sozialen und kulturellen Leben in der Gemeinschaft teilnehmen zu können. Nach § 29 Abs. 1 SGB II können Leistungen für Schul- und Kitaausflüge, für Lernförderung und das Budget für Teilhabe am sozialen und kulturellen Leben durch personalisierte Gutscheine oder Direktzahlungen an Leistungsanbieter erbracht werden.

## Anwendung von Bildungsgutscheinen
In den Vereinigten Staaten sind viele Experimente mit Bildungsgutscheinen durchgeführt worden, in denen es nicht um die Einführung einer freiheitlichen Ordnung für das gesamte Bildungswesen ging, sondern nur um mehr Zugangsgerechtigkeit für ärmere Bevölkerungsschichten zu besseren Schulen. In den USA sind staatliche Zuschüsse an private Schulen wegen des Verfassungsgebots der strikten Trennung von Staat und Kirche nicht möglich, in Deutschland werden dagegen an den privaten allgemeinbildenden Schulen 60 bis 90 % der Kosten durch staatliche Subventionen gedeckt, die in den meisten Bundesländern schon pro Kopf des Schülers gegeben werden. Neuerdings haben Schulevaluationen in den angelsächsischen Ländern auch große Qualitätsunterschiede zwischen den öffentlichen Schulen aufgedeckt und das Verlangen vieler Eltern geweckt, ihr Kind in eine andere öffentliche Schule schicken zu dürfen. Über die Schule, die das Kind besuchen wird, soll nicht mehr beim Wohnungsmakler entschieden werden, hat Tony Blair verlangt und die Schulbezirke aufgehoben sowie die Schulwege subventioniert.
Im Rahmen des New York City School Voucher Experiment wurden an einkommensschwache Familien Bildungsgutscheine verteilt. Mit diesen Gutscheinen konnten sie sich Nachhilfe und Bildung an einer privaten High School ihrer Wahl kaufen. Da es mehr Bewerber als Gutscheine gab, musste eine Lotterie veranstaltet werden, um die Gutscheine auszuteilen. Der Rest der Familien bildete die Kontrollgruppe. Nach vier Jahren wurden die Gutscheingruppe und die Kontrollgruppe verglichen:
- Bei Weißen, Hispanics und Asiaten gab es zwischen den Gruppen keinen Unterschied in den Matheleistungen und Leseleistungen
- Schwarze Schüler aus der Gutschein-Gruppe schnitten bei den Leseleistungen etwas besser ab als schwarze Schüler aus der Kontrollgruppe. Bei den Mathematik-Leistungen gab es keinen Unterschied.

Gutschein-Experimente in Dayton, Milwaukee scheinen das Ergebnis zu bestätigen. Deswegen sehen viele Wissenschaftler Bildungsgutscheine nicht als geeignetes Mittel an, um die Schulleistungen benachteiligter Gruppen zu verbessern.
In Chile sind Bildungsgutscheine ab 1981 weiträumig eingesetzt worden und haben zur Schaffung von über 1000 Privatschulen geführt. Eine 2005 veröffentlichte Studie über die Folgen zeigte nicht eine objektive Verbesserung der Lernergebnisse, sondern eine deutliche Trennung der Schülerschaft auf.
In Deutschland wurde die Form eines Bildungsgutscheins unter anderem von Stefan Leber und Christoph Strawe vorgeschlagen, um freie Schulen, Bildungs-Bootcamps und unabhängige Universitäten zu finanzieren.

## Bildungsgutscheine der Bundesagentur für Arbeit
Der Bildungsgutschein ist nach § 81 Abs. 4 SGB III eine von der Bundesagentur für Arbeit einem Arbeitnehmer oder einem Arbeitslosen ausgestellte Bescheinigung, dass die Voraussetzungen für die Förderung einer beruflichen Weiterbildung vorliegen. Er ist eine Zusicherung im Sinne des § 34 SGB X und somit eine Zusage, einen bestimmten Verwaltungsakt später zu erlassen. Der Bildungsgutschein dient zur Vorlage bei dem vom Arbeitnehmer ausgewählten Träger der Weiterbildung. Dieser hat den Bildungsgutschein der Agentur für Arbeit vor Beginn der Maßnahme vorzulegen. Bildungsgutscheine werden für eine maximale Gültigkeitsdauer von drei Monaten für den Antritt der Bildungsmaßnahme ausgegeben. Sie können regional und auf bestimmte Bildungsziele beschränkt werden.
Auf die Förderung der beruflichen Weiterbildung durch die Bundesagentur für Arbeit besteht kein Rechtsanspruch. Es handelt sich vielmehr um eine sogenannte Kann-Leistung, deren Gewährung im pflichtgemäßen Ermessen der Behörde liegt. Gem. § 81 Abs. 1 SGB III ist eine Förderung der beruflichen Weiterbildung jedoch nur dann möglich, wenn:
1. die Weiterbildung notwendig ist, um den Arbeitnehmer bei Arbeitslosigkeit beruflich einzugliedern, eine ihm drohende Arbeitslosigkeit abzuwenden oder weil bei ihm wegen fehlenden Berufsabschlusses die Notwendigkeit der Weiterbildung anerkannt ist,
2. der Arbeitnehmer vor Beginn der Weiterbildung durch die Agentur für Arbeit beraten wurde und
3. die Maßnahme sowie der Träger der Maßnahme für die Förderung zugelassen (zertifiziert) sind.
Wer an einer geförderten Bildungsmaßnahme teilnimmt, erhält sog. Arbeitslosengeld in Weiterbildung, soweit Ansprüche auf Arbeitslosengeld bestehen. Wenn zu Beginn der Maßnahme Anspruch auf 30 Tage Arbeitslosengeld oder weniger besteht, bleibt dieser Anspruch während der Maßnahme eingefroren, so dass der Arbeitslose am Ende der Maßnahme noch für mindestens diesen Zeitraum Anspruch auf Arbeitslosengeld hat. Wenn zu Beginn der Maßnahme mehr als 30 Tage Anspruch auf Arbeitslosengeld besteht, wird pro zwei Tage der Maßnahme der Anspruch um einen Tag, höchstens jedoch auf 30 Tage reduziert.
Für Inhaber eines Bildungsgutscheins werden die Kosten für den Lehrgang, erforderliche Lernmittel, Arbeitskleidung, Prüfungsstücke, gesetzlich geregelte oder allgemein anerkannte Zwischen- und Abschlussprüfungen sowie für eine notwendige Eignungsfeststellung übernommen. Des Weiteren besteht in der Regel Anspruch auf Erstattung notwendiger Fahrtkosten. Übernachtungskosten sowie Kosten für Verpflegungsmehraufwendungen können ebenfalls beantragt werden, sofern die Maßnahme notwendigerweise außerhalb des Tagespendelbereichs des Arbeitnehmers stattfindet. Muss der Teilnehmer auswärts übernachten, bekommt er die Kosten für die An- und Abreise sowie die Kosten für eine Fahrt zur Familie oder für den Besuch des Partners oder Kindes einmal pro Monat erstattet. Die Erstattung von Fahrt- und Übernachtungskosten sowie auch die Erstattung von Verpflegungsmehraufwendungen erfolgt grundsätzlich auf Basis von Pauschalen sowie im Rahmen von Höchstgrenzen.
Seit 2009 geht die Förderung per Bildungsgutschein kontinuierlich zurück. In den Jahren 2009 bis 2014 hat sich unter Ursula von der Leyen die Zahl der ausgegebenen Bildungsgutscheine nahezu halbiert.

## Kritik
Anhand der Sicherheitsbranche in Deutschland kritisierte die Gewerkschaft ver.di im Jahr 2025, dass Firmen Bildungsgutscheine nutzen können, um Profit zu maximieren. Um dies zu erreichen, werden nach Ansicht der Gewerkschaft regelmäßig neue Arbeitskräfte eingestellt und über die Bildungsgutscheine qualifiziert, dann jedoch nicht weiterbeschäftigt (Drehtür-Effekt).